# 卡斯蒂略 (杜華德省)
19°13′12″N 70°1′48″W / 19.22000°N 70.03000°W
卡斯蒂略（西班牙語：Castillo），是多明尼加共和國的城鎮，位於該國北部，由杜華德省負責管轄，面積133.68平方公里，主要經濟活動是農業，2012年人口20,258，人口密度每平方公里150人。